# Empire (bande dessinée)
Pour les articles homonymes, voir Empire (homonymie).
Empire est une série de bande dessinée.

## Auteurs
- Scénario : Jean-Pierre Pécau
- Dessins : Igor Kordey
- Couleurs : Chris Chuckry

## Synopsis
L'histoire de Empire commence en 1815 et appartient au genre de l'uchronie : au lieu de retourner en France en 1799 en abandonnant ses troupes, Napoléon Bonaparte s'empare de Saint-Jean-d'Acre.
Après la prise de la Palestine, Bonaparte remonte vers le Nord et conquiert l'empire Ottoman. Après cette conquête, Napoléon s'allie avec le Shah de Perse et commence la conquête des Indes. Lorsque débute la série, presque toute l'Inde est française, mis à part le Bengale, toujours tenu par les Anglais commandés par le Duc de Wellington.
D'autres différences avec l'histoire réelle sont à noter :
- Napoléon s'est fait sacrer Empereur des français sans avoir été Premier Consul, non pas à Notre-Dame de Paris mais à Sainte-Sophie, à Istanbul.

- La technologie de la vapeur est maîtrisée à l'extrême et appliquée a d'autres usages que dans la réalité historique : il existe des canons marchant a la vapeur, de véritables mitrailleuses, des cuirassés dotés de roues à aubes et, plus imposants encore : de véritables chars d'assaut, gigantesques et marchant eux aussi à la vapeur, des aérostats, et un début d'utilisation de l'électricité et du pétrole.

L'histoire suit deux français : le capitaine Saint-Elme, né d'un père français et d'une mère indienne, et Charles Nodier, travaillant pour Joseph Fouché. La mission de ces deux hommes est simple : retrouver un mystérieux général Anglais, surnommé le "Général Fantôme" qui a été le premier a vaincre Bonaparte, le 15 juin 1815 à la bataille des plaines de Nichapur, et qui pourrait assurer aux Anglais la reconquête des Indes...

## Albums
Entre parenthèses, les chiffres de ventes librairies/grandes surfaces en France (source : Panel Tite-Live consulté le 26 juin 2008).
1. Le Général fantôme, 2006 (8 000+)
2. Lady Shelley, 2007 (5 500+)
3. Opération Suzerain, 2007 (3 500+)
4. Le sculpteur de chair, 2016

## Publication

### Éditeurs
- Delcourt (collection « Neopolis ») : tomes 1 et 2 (première édition des tomes 1 et 2)